# L'equazione del professore
L'equazione del professore (腐った教師の方程式?, Kusatta kyōshi no hōteishiki) è un manga con temi yaoi scritto ed illustrato da Kazuma Kodaka e pubblicato a partire dal 1993. È stampato in Italia a cura di Kappa Edizioni.
Si tratta di una commedia sentimentale scolastica specificamente di genere shōnen'ai. Ne è stata prodotta una versione OAV in due episodi nel 1995 (uscita presso Yamato Video nel 2003) che narra parzialmente la vicenda. La storia ha poi avuto come seguito un volume pubblicato nel 2004 ed intitolato Ren'ai Houteishiki. 

## Trama
Il sedicenne Atsushi, soprannominato affettuosamente Akkun, è uno studente adolescente bravissimo nello studio ma altrettanto poco abile nella pratica sportiva. Un giorno riceve una lettera apparentemente spedita dal suo ex fidanzato Masami che lo informa d'esser stato assunto come infermiere alla scuola Jogaoka (la quale, verrà a sapere in seguito, gode davvero di una cattiva reputazione). Il ragazzo non è mai riuscito a scordarsi di "Maa-chan", amico di giochi prediletto fin dall'infanzia; viene convinto pertanto molto facilmente ad iscriversi anche lui a quello stesso istituto, abbandonando così senza molti rimpianti la sua scuola esclusiva.
Ci mette poco però, dopo aver visto l'ambiente, a pentirsi della scelta fatta: chi gli aveva spedito la lettera non era stato difatti il suo primo grande amore, bensì il fratello di questi, Masayoshi (che ha i capelli biondi tinti, in quanto per metà norvegese). Egli ha un forte complesso fraterno, difatti è sempre stato segretamente innamorato di Masami (e gelosissimo di Atsushi), anche se non ha mai potuto realizzare compiutamente il suo desiderio incestuoso.
La classe in cui è capitato Atsushi è composta da tipi esattamente opposti a lui, tutti molto forti e mezzi teppisti, a differenza del nostro eroe che è mite, riservato e di carattere sottomesso. L'unico che sembra disposto a difenderlo e prenderne le parti è Koji, un ragazzo protettivo della stessa età e molto affascinante ed atletico, che sembra essersi proprio preso una bella cotta per l'ex compagno delle medie. La loro vicenda è seguita appassionatamente da una ragazzina loro amica che adora le storie romantiche omosessuali.
Come insegnante di matematica nello stesso liceo lavora anche Tooru, attuale amante di Masami, oltre che caro amico di Masayoshi. Successivamente Masayoshi decide di lasciare il paese e trasferirsi all'estero, in Norvegia per la precisione: la notizia sembra aver profondamente scosso Atsushi.
Succede difatti che sempre più il ragazzo ha potuto un po' alla volta rendersi conto di sentire un forte legame ed attaccamento nei confronti di Masayoshi; la sua improvvisa partenza l'ha reso quindi notevolmente infelice. Al momento della separazione, quando i tre (Atsushi, Masayoshi e Masami) si trovano insieme all'aeroporto, ecco che finalmente trovano la forza di confessar i loro reciproci sentimenti. 

## Personaggi
Masayoshi Shibata
Doppiatore originale: Kazuhiko Inoue : Doppiatore italiano: Marco Balzarotti
Fratello minore di Masami e insegnante del liceo Jogaoka. Sostituisce suo fratello anche come infermiere della scuola. Oltre al lavoro di insegnanti ricopre il ruolo il gestore del gay bar "Club Rush". Sempre stato legato a suo fratello tanto da esserne segretamente innamorato ma ha dovuto rinunciare quando Masami si è fidanzato con Tooru, suo amico e insegnante di matematica del liceo. In seguito all'arrivo di Atsushi inizia a provare per lui un sentimento d'affetto ma ritenendolo un bambino non lo prende molto sul serio. Di carattere forte e maschile in realtà dietro questa facciata si nasconde un animo ingenuo; suo padre giapponese mentre sua madre era norvegese. Ha vissuto in Norvegia con la madre e la nonna materna (con cui non ho mai avuto un buon rapporto) fin dalla nascita ma dopo la morte di sua madre, lui e Ma-chan si sono trasferiti in Giappone durante gli anni del liceo con il padre.
Masami Shibata (柴田雅美?)
Doppiatore originale: Keiichi Nanba : Doppiatore italiano: Gualtiero Scola
Fratello maggiore di Masayoshi e infermiere del liceo Jogaoka. Di indole gentile e tranquilla - con l'eccezione che diventa una furia quando si trova il volante di una macchina o quando ha il minimo sospetto che il suo fidanzato lo tradisca - fin da piccolo si è sempre preso cura del suo fratellino che aveva una venerazione per lui. In seguito alla morte di sua madre lui e Masayoshi si sono trasferiti a vivere in Giappone con il padre. Lì ha iniziato il liceo ed è diventato subito amico di Tooru, di cui si è innamorato e poi fidanzato, ed è diventato compagno di giochi di Atsushi che lo chiamava sempre "Ma-chan" con fare affettuoso. Nonostante lui e Tooru stiamo insieme ormai da tanti anni non hanno mai avuto un rapporto intimo.
Atsushi Arisawa (有沢敦?)
Doppiatore originale: Nobuyuki Hiyama : Doppiatore italiano: Simone d'Andrea
Studente del secondo anno del liceo Jogaoka. Da bambino giocava sempre con una ragazzino più grande che chiamava "Ma-chan" e una volta saputo dove lavorava ha fatto in modo di iscriversi nel liceo dove esercitava la professione in modo da stargli vicino. Inizialmente scambia Masayoshi per il "Maa-chan" dei suoi ricordi, ma dopo aver compreso la verità si dichiara innamorato del suo professore. Nonostante dimostri apertamente di essere innamorato di Masayoshi, quest'ultimo lo rifiuta costantemente ritenendolo un bambino.
Tōru Hagiwara (萩原透?)
Doppiatore originale: Hideyuki Hori : Doppiatore italiano: Claudio Moneta
Insegnante di matematica del liceo Jogaoka, migliore amico di Masayoshi e fidanzato di Masami. Lui e Masami ci sono incontrati mentre portavo a passeggio il cane e al primo sguardo si è innamorato di lui, inizialmente lo scambiò per una ragazza ma anche dopo aver saputo la verità il suo amore non è cambiato. Nonostante stiano insieme da tempo non hanno ancora mai avuto un rapporto intimo.
Yuriko Hayase (早瀬由理子?)
Doppiatore originale: Maya Okamoto : Doppiatore italiano: Paola della Pasqua
Studentessa del secondo anno del liceo Jogaoka, amica d'infanzia di Inagaki e sua "finta fidanzata". Ha una passione per le storie yaoi e fa il tifo per la storia tra Inagaki e Atsushi. Ha un fratello maggiore che frequenta il terzo anno che gioca nella squadra di basket di cui è la manager.
Kōji Inagaki (稲垣晃司?)
Doppiatore originale: Mitsuo Iwata : Doppiatore italiano: Felice Invernici
Studente del secondo anno del liceo Jogaoka, genio dello sport dal carattere travolgente, e amico d'infanzia di Yuriko e Atsushi. Quando andava alle elementari era già innamorato di Atsushi e gli chiese di sposarlo con la promessa che l'avrebbe sempre difeso (a quel tempo Atsushi era bullizzato e lui lo difendeva sempre) e Atsushi che non sapeva che significasse acconsentì e i due consolidarono la promessa scambiandosi il loro primo bacio. Alle scuole medie hanno preso strade diverse ma crescendo Koji non ha mai dimenticato il suo primo amore e la sorpresa di ri-incontrarsi nello stello liceo lo spinge a non volersi lasciar perdere l'occasione di conquistarlo infatti ogni volta che pensa che Masayoshi ci stia provando con Atsushi perde completamente la testa e lo aggredisce senza nemmeno ascoltarlo.

## Colonna sonora OAV
- La sigla finale Somebody's Reflection, testo di Koji Tajima, musica e arrangiamento di Harukichi Yamamoto è interpretata da Toshifumi Koike.